# 足立一平
足立 一平（あだち いっぺい、1906年6月26日 - 1957年11月27日）は、日本の教育者、政治活動家。岩津農商学校（現・愛知県立岩津高等学校）の創立者として知られる。

## 経歴
愛知県額田郡広幡町（現・岡崎市）に生まれる。岡崎市立広幡尋常高等小学校、愛知県岡崎中学校（現・愛知県立岡崎高等学校）、大阪外国語学校ドイツ語科を卒業。文部省在外研究員としてドイツに留学。ベルリン大学卒業後、ソビエト連邦、アメリカ合衆国、イギリス、フランス、スウェーデン、中華民国などを視察した。また、フランスのニースで開かれた国際新教育会議に日本代表として出席した。
1933年（昭和8年）に帰国し、神戸高等商船学校教授に就任。1935年（昭和10年）、愛知県立岩津高等学校の前身である岩津農商学校を創設した。
戦時中は、仏領インドシナ独立同盟総裁として日本に亡命していたクォン・デを助け、その副総裁としてホー・チ・ミン派とバオ・ダイ派の両派の調整にあたり、同国独立運動に功績を残した。
1945年（昭和20年）暮れ、竹内京治、榊原金之助、杉山新樹、天野末治らと共に岡崎文化協会設立を計画。同協会は翌1946年（昭和21年）2月3日に創立された。
1952年（昭和27年）11月1日から2年間、岡崎市教育委員長を務めた。
1955年（昭和30年）3月21日、岡崎市長選挙に革新系無所属を名乗って立候補する意向を表明。しかし日本社会党左派からも右派からも推薦申し入れを断られ、同党右派の長坂信治県議は現職2期目の竹内京治の支援に回った。岡崎地区労協はそれぞれの労働組合の自主判断に任すという態度をとった。元衆議院議員の千賀康治も市長選に名乗りを上げ、足立の劣勢は明らかであったが、三者ほぼ互角の戦いのなか竹内が辛くも3選を果たした。
1957年（昭和32年）11月27日、市内井田町字池田の自宅で脳溢血のため死去。51歳没。